# Strigoderma chalybeicollis
Strigoderma chalybeicollis är en skalbaggsart som beskrevs av Blanchard 1851. Strigoderma chalybeicollis ingår i släktet Strigoderma och familjen Rutelidae. Inga underarter finns listade i Catalogue of Life.